# Mose (Wolmirstedt)
Mose ist ein Ortsteil der Stadt Wolmirstedt im Landkreis Börde in Sachsen-Anhalt.

## Geschichte
Zur ersten urkundlichen Erwähnung der Ortschaft kam es 937 in einer Schenkungsurkunde von König Otto I. Sie lag im damaligen Nordthüringgau.
Am 13. November 1009 wurde Dedo I. von Wettin zusammen mit seinem Vasallen Egilhard von Werner von Walbeck in der Nähe von Mose getötet. Dedo hatte die Walbecker seit 993 wegen ihres Amtes der Markgrafen der Nordmark befehdet, da er sich bei der Verleihung an Lothar von Walbeck zurückgesetzt fühlte, und im Juni 1009 den Markgrafen der Nordmark Werner beim König Heinrich II. verklagt. Heinrich II. sprach daraufhin Werner auf einem Hoftag zu Pöhlde sowohl die Markgrafschaft Nordmark als auch die dazugehörenden Lehen ab. Die Lehen erhielt Dedos Sohn Dietrich I., ab 1032 erster wettinischer Markgraf der Lausitz. Die Nordmark fiel wieder an die Grafen von Haldensleben, seit 965 die ersten Markgrafen der Nordmark.
Am 29. Juni 1933 kam es auf dem Gut Mose auf einer Wiese im Zuge der Vorbereitung zur bemannten Raumfahrt zum ersten Start und Flug einer 6,50 Meter hohen und 120 Kilo schweren unbemannten Flüssigkeitsrakete durch Rudolf Nebel und dessen Team. Sie flog 20 m hoch und 80 m weit. Seit 2012 erinnert ein Denkmal in Form eines Modells dieser Pilotenrakete an das geschichtsträchtige Ereignis.
Mose wurde am 1. Januar 1993 nach Wolmirstedt eingemeindet.

### Einwohnerentwicklung
| Jahr | Einwohner |
| ---- | --------- |
| 1842 | 81        |
| 1890 | 137       |
| 2003 | 325       |
| 2010 | 340       |
| 2011 | 341       |
| 2012 | 333       |
| 2013 | 339       |
| 2014 | 330       |
| 2017 | 324       |
| 2020 | 330       |
| 2022 | 315       |

## Politik
Der jetzige Ortsbürgermeister ist Herr Marco Röhrmann von der Kommunalen Wählergemeinschaft Börde (KWG).
Der Ortschaftsrat Mose setzt sich aus drei Mitgliedern zusammen; die letzte Wahl des Ortschaftsrates fand am 26. Mai 2019 statt und die Wahlbeteiligung lag bei 60,29 %. Die Mitglieder sind:
- Heiland, Sylvia (KWG)
- Nagel, Thomas (KWG)
- Röhrmann, Marco (KWG)

## Verkehr
Mose liegt nördlich von Wolmirstedt an der Bundesstraße 189.